# David Atiba Charles
David Atiba Charles   (Point Fortin, 29 de setembre de 1977) és un exfutbolista de Trinitat i Tobago de les dècades de 1990 i 2000.
Fou 25 cops internacional amb la selecció de Trinitat i Tobago.
Pel que fa a clubs, destacà a W Connection FC i Glenavon F.C..